# Nina Oniłowa
Nina Andriejewna Oniłowa (ros. Нина Андреевна Онилова; ur. 10 kwietnia 1921 we wsi Nowonikołajewka w obwodzie odeskim, zm. 8 marca 1942 w Sewastopolu) – radziecka żołnierka, starsza sierżant, Bohater Związku Radzieckiego (1965).

## Życiorys
Urodziła się w ukraińskiej rodzinie chłopskiej. Wcześnie straciła rodziców, wychowywała się w domu dziecka w Odessie. Skończyła szkołę średnią, pracowała jako szwaczka w fabryce trykotażu w Odessie, jednocześnie uczyła się w aeroklubie.
Od sierpnia 1941 służyła w Armii Czerwonej i uczestniczyła w wojnie z Niemcami, m.in. w obronie Odessy, w jednej z walk została ciężko ranna. Po wyleczeniu wróciła na front, w połowie października 1941 w składzie 25. „Czapajewskiej” Dywizji Strzelców w składzie Armii Nadmorskiej i Frontu Krymskiego jako dowódca działonu brała udział w obronie Sewastopola. Otrzymała stopień starszego sierżanta. 27 lutego 1942 przy obronie Sewastopola zniszczyła dwa stanowiska karabinów maszynowych wroga. 1 marca 1942 została ciężko ranna w walce, tydzień później zmarła.
Była odznaczona Orderem Czerwonego Sztandaru i pośmiertnie (14 maja 1965) Złotą Gwiazdą Bohatera Związku Radzieckiego i Orderem Lenina. Jej imieniem nazwano fabrykę odzieżową w Sewastopolu, wiele drużyn pionierskich w szkołach Odessy oraz ulice w Odessie i Sewastopolu.